# Johan Deckmyn
Pour les articles homonymes, voir Deckmyn.
 (septembre 2017).
Si vous disposez d'ouvrages ou d'articles de référence ou si vous connaissez des sites web de qualité traitant du thème abordé ici, merci de compléter l'article en donnant les références utiles à sa vérifiabilité et en les liant à la section « Notes et références ».
Johan Deckmyn, né le 21 décembre 1967 à Gand est un homme politique belge flamand, membre du Vlaams Belang.
Il est analyste-programmeur et directeur commercial.

## Fonctions politiques
- conseiller communal à Gand (1996-)
- conseiller provincial de Flandre-Orientale (1994-1995)
- membre du CPAS de Gand (1995-2000)
- député au Parlement flamand (du 6 juillet 2004 au 25 mai 2014)
- sénateur des entités fédérées désigné par le Parlement flamand (depuis le 18 juillet 2024)